# 稲村ヶ崎温泉
稲村ヶ崎温泉（いなむらがさきおんせん）は、神奈川県鎌倉市稲村ガ崎にある温泉。

## 泉質
- 源泉名 鎌倉温泉（稲村ガ崎温泉）台帳番号 鎌倉第5号
- ナトリウム - 炭酸水素塩泉（旧泉質名：純重曹泉）
  - 源泉温度18度（冷泉沸かし湯）
  - 黒湯（くろゆ）・モール泉

## 効能
重曹温泉とモール泉のものが期待でき、一般的には、神経痛、筋肉痛、関節痛、五十肩、運動麻痺、関節のこわばり、うちみ、くじき、慢性消火器病、痔疾、冷え性、疲労回復、健康増進などがあげられるが、モール泉には保温・保湿効果があり、美肌効果やアトピーにも効能があるとされ、温泉を利用した美肌ローション「稲村ヶ崎温泉 美肌湯」なども販売している。

## 温泉地

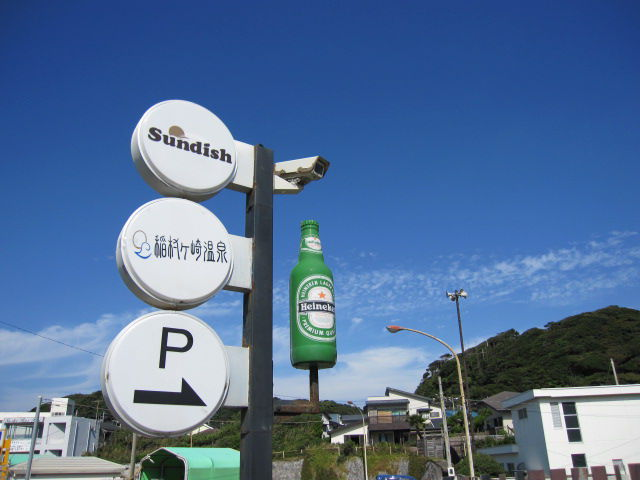
2009年台風18号までの看板

- 国道134号線沿いに日帰り入浴施設が存在する。
- 施設は13歳未満利用禁止であり内装が暗めの木造りで落ち着いた雰囲気である。
- 駐車場側に入り口があり江ノ島方面からだと施設が見えるが鎌倉からだとレストランが目印になる。
- 開館時間は9:00～21:00。但し入浴受付は20:00まで
- 年中無休で一人1,500円。
- 駐車場はレストランと共用、38台収納可能で施設利用で2時間まで無料。

## 設備・特徴
- 風呂は男女別でそれぞれの脱衣所入り口前にはベンチが1つあり、待ち合わせなどができる。休憩スペースはない。
- 飲み物の販売はカウンターではなくて脱衣所入り口前にある自動販売機を使用する。
- 下駄箱の鍵は受付に預け、脱衣所のロッカーは受付で指定の番号のを貸し出される。
- 貸し切りの家族風呂がある。

備付品
- タオル類が有料でハンドタオル150円、バスタオル800円。レンタルタオルセットが500円。
- ボディーシャンプー、シャンプー、リンスが浴室に常備。
- 綿棒、ドライヤー、ハンドソープが脱衣室に常備。

設備の特徴
- 内湯と露天からカラン、かけ湯まで全て源泉を使用している。
- シャワーだけが水道水である。
- 浴室は「大島之湯」と「富士見之湯」があり1週間ごとに男湯と女湯が入れ替わる。
- 内湯は石組みの湯船（湯温40度前後）のややぬるめの加熱循環。
- 外には小ぶりの加熱循環の露天風呂（同42度前後）と源泉かけ流しの水風呂（同18度前後）がある。
- 周囲は塀に囲まれており風景などを見る事はできないが解放感があり風向きによっては潮の香りを感じる事はできる。
- 露天の向こう側には小型の独立サウナ（内面積5人分ほど）があり、サウナと水風呂の交互浴を楽しむことができる。
- 内湯と露天風呂は不定期に源泉が流れ込む。

## 湯の特徴
- 湯は源泉温度は18℃で、それを殺菌加温した弱アルカリ性の炭酸水素ナトリウム温泉、アルカリ性低張性冷鉱泉、いわゆる重曹泉。
- 湯色は濃い褐色で触った感じはヌルヌルするがでた後にさっぱりするタイプ。
- いわゆる塩素臭はなく海に近いに関わらず塩分も感じられない。
- 黒い成分は植物性腐食質などの有機物
- モール臭は内湯ではあまり感じられないが水風呂では感じられる。

植物性腐食質はモール泉といわれるものと同じでありフミン質といわれるもので、東京から神奈川にかけてのいわゆる黒湯（くろゆ）といわれている冷鉱泉同様の特徴である。単に重曹泉というのとは違った独特のぬめりと効能がある。

## 歴史
- 2000年（平成12年）に雑用水用の井戸を掘った際に温泉を発見。
- 2001年（平成13年）3月神温研により分析。
- 2005年（平成17年）1月に日帰り入浴施設を開業。
- 2017年（平成29年）9月7日にリニューアルした。

## アクセス
- 鉄道：江ノ島電鉄稲村ヶ崎駅下車徒歩約5分。

## 諸注意
建物そのものが小さいため、混雑時には入浴できないこともある。